# Браеркліфф-Манор (Нью-Йорк)
Браеркліфф-Манор (англ. Briarcliff Manor) — селище (англ. village) в США, в окрузі Вестчестер штату Нью-Йорк. Населення — 7569 осіб (2020).

## Географія
Браеркліфф-Манор розташований за координатами 41°8′25″ пн. ш. 73°50′51″ зх. д. / 41.14028° пн. ш. 73.84750° зх. д. (41.140333, -73.847504).  За даними Бюро перепису населення США в 2010 році селище мало площу 17,64 км², з яких 15,44 км² — суходіл та 2,20 км² — водойми.

### Клімат
| Клімат : Браеркліфф-Манор    | Клімат : Браеркліфф-Манор | Клімат : Браеркліфф-Манор | Клімат : Браеркліфф-Манор | Клімат : Браеркліфф-Манор | Клімат : Браеркліфф-Манор | Клімат : Браеркліфф-Манор | Клімат : Браеркліфф-Манор | Клімат : Браеркліфф-Манор | Клімат : Браеркліфф-Манор | Клімат : Браеркліфф-Манор | Клімат : Браеркліфф-Манор | Клімат : Браеркліфф-Манор | Клімат : Браеркліфф-Манор |
| Показник                     | Січ.                      | Лют.                      | Бер.                      | Квіт.                     | Трав.                     | Черв.                     | Лип.                      | Серп.                     | Вер.                      | Жовт.                     | Лист.                     | Груд.                     | Рік                       |
| Абсолютний максимум, °C      | 18,3                      | 23,9                      | 27,8                      | 32,2                      | 35,0                      | 36,1                      | 37,8                      | 36,7                      | 36,7                      | 28,9                      | 25,6                      | 22,2                      | 37,8                      |
| Середній максимум, °C        | 1,7                       | 3,9                       | 8,3                       | 14,4                      | 20,0                      | 25,0                      | 27,8                      | 26,7                      | 22,8                      | 16,7                      | 10,6                      | 4,4                       | 15,2                      |
| Середній мінімум, °C         | −6,1                      | −5                        | −1,7                      | 3,9                       | 9,4                       | 15,0                      | 17,8                      | 17,2                      | 12,8                      | 6,7                       | 2,2                       | −2,8                      | 5,8                       |
| Абсолютний мінімум, °C       | −22,8                     | −23,3                     | −14,4                     | −8,9                      | 0,0                       | 3,9                       | 7,8                       | 5,0                       | 0,6                       | −4,4                      | −9,4                      | −20,6                     | −23,3                     |
| ---------------------------- | ------------------------- | ------------------------- | ------------------------- | ------------------------- | ------------------------- | ------------------------- | ------------------------- | ------------------------- | ------------------------- | ------------------------- | ------------------------- | ------------------------- | ------------------------- |
| Джерело: The Weather Channel |                           |                           |                           |                           |                           |                           |                           |                           |                           |                           |                           |                           |                           |

## Демографія
Згідно з переписом 2010 року, у селищі мешкало 7867 осіб у 2647 домогосподарствах у складі 2037 родин. Густота населення становила 446 осіб/км².  Було 2753 помешкання (156/км²).
Расовий склад населення:
| - 86,4 % — білих - 6,9 % — азіатів - 3,4 % — чорних або афроамериканців - 0,1 % — корінних американців - 1,2 % — осіб інших рас |

До двох чи більше рас належало 2,0 %. Частка іспаномовних становила 5,3 % від усіх жителів.
За віковим діапазоном населення розподілялося таким чином: 25,6 % — особи молодші 18 років, 59,0 % — особи у віці 18—64 років, 15,4 % — особи у віці 65 років та старші. Медіана віку мешканця становила 43,4 року. На 100 осіб жіночої статі у селищі припадало 92,3 чоловіків;  на 100 жінок у віці від 18 років та старших — 86,0 чоловіків також старших 18 років.
Середній дохід на одне домашнє господарство  становив 220 241 долар США (медіана — 141 170), а середній дохід на одну сім'ю — 266 732 долари (медіана — 183 047). Медіана доходів становила 124 000 доларів для чоловіків та 82 660 доларів для жінок. За межею бідності перебувало 2,2 % осіб, у тому числі 0,9 % дітей у віці до 18 років та 4,8 % осіб у віці 65 років та старших.
Цивільне працевлаштоване населення становило 3437 осіб. Основні галузі зайнятості: освіта, охорона здоров'я та соціальна допомога — 27,3 %, науковці, спеціалісти, менеджери — 23,0 %, фінанси, страхування та нерухомість — 14,3 %, роздрібна торгівля — 9,0 %.

## Відомі особистості
- Іван Романків — український військовий і громадський діяч, правник.